# Йералтъ (вилает Самсун)
Йералтъ (на турски: Yeraltı) е село в околия Бафра, вилает Самсун, Турция. На около 200 метра надморска височина. Намира се на 80 км от град Самсун и на 30 км от град Бафра. Населението му през 2000 г. е 170 души. Населено е предимно с българи–мюсюлмани (помаци). Те са бежанци от селата Ерма река, Аламовци и Старцево от 1934 г. Днес всичките жители говорят на български.